# Campeonato Mundial de Esqui Alpino de 1936
O Campeonato Mundial de Esqui Alpino de 1936 foi a sexta edição do evento, foi realizado em Innsbruck na Áustria, em Fevereiro de 1934.

## Medalhistas

### Masculino
| Evento    | Ouro            | Prata               | Bronze           |
| --------- | --------------- | ------------------- | ---------------- |
| Downhill  | Rudolf Rominger | Giacinto Sertorelli | Heinz Von Allmen |
| Slalom    | Rudolph Matt    | Eberhard Kneissl    | Rudolf Rominger  |
| Combinado | Rudolf Rominger | Heinz Von Allmen    | Eberhard Kneissl |

### Feminino
| Evento    | Ouro             | Prata           | Bronze           |
| --------- | ---------------- | --------------- | ---------------- |
| Downhill  | Evelyn Pinching  | Elvira Osirnig  | Nini Arx-Zogg    |
| Slalom    | Gerda Paumgarten | Evelyn Pinching | G. Weickert      |
| Combinado | Evelyn Pinching  | Elvira Osirnig  | Gerda Paumgarten |

## Quadro de Medalhas
Key
| Ordem | País        | Medalha de ouro | Medalha de prata | Medalha de bronze | Total |
| ----- | ----------- | --------------- | ---------------- | ----------------- | ----- |
| 1     | Suíça       | 2               | 3                | 3                 | 8     |
| 2     | Áustria     | 2               | 1                | 3                 | 6     |
| 3     | Reino Unido | 2               | 1                | 0                 | 3     |
| 4     | Itália      | 0               | 1                | 0                 | 1     |
|       | Total       | 6               | 6                | 6                 | 18    |